# Canionul Matka

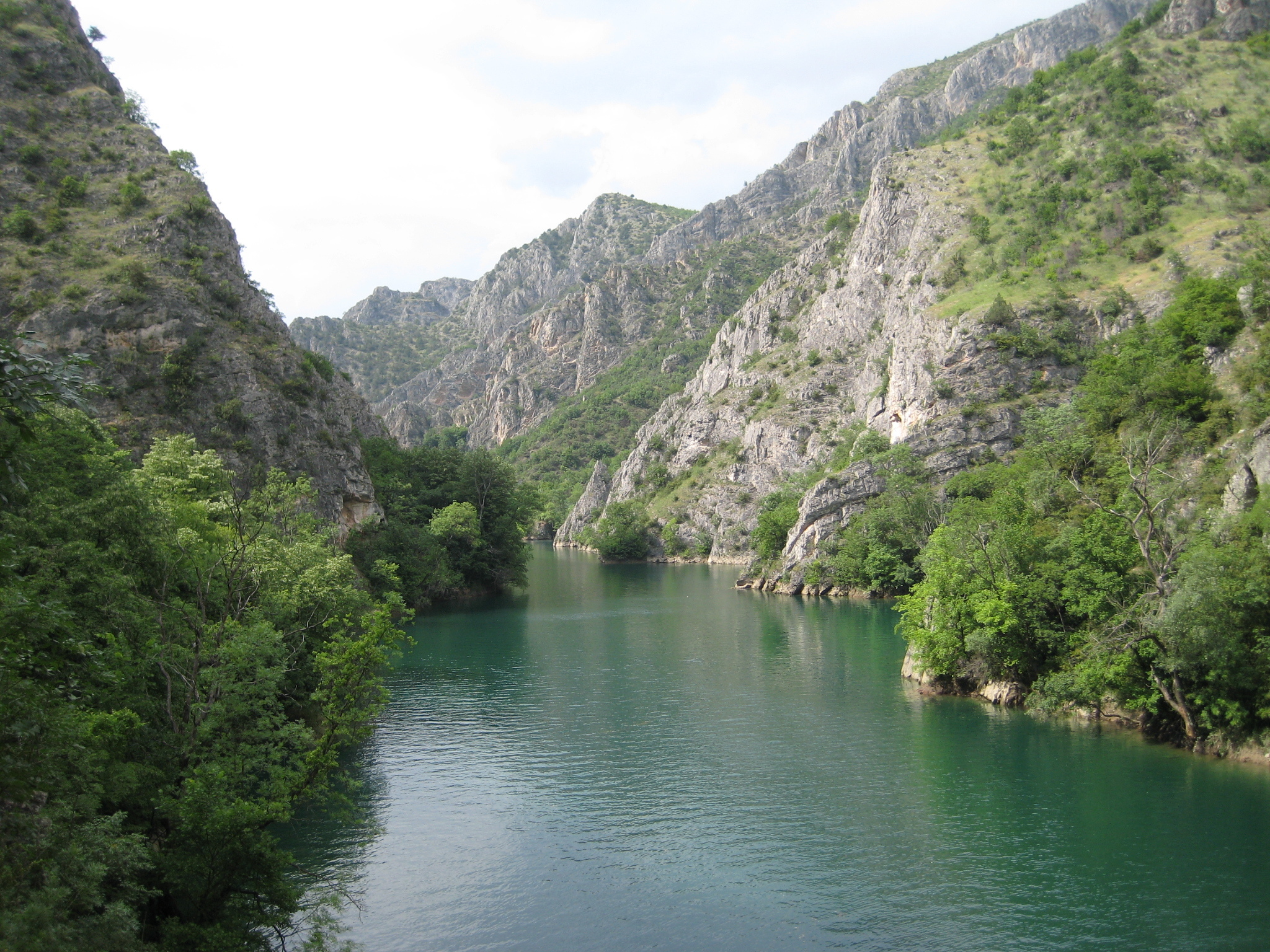
Canionul Matka

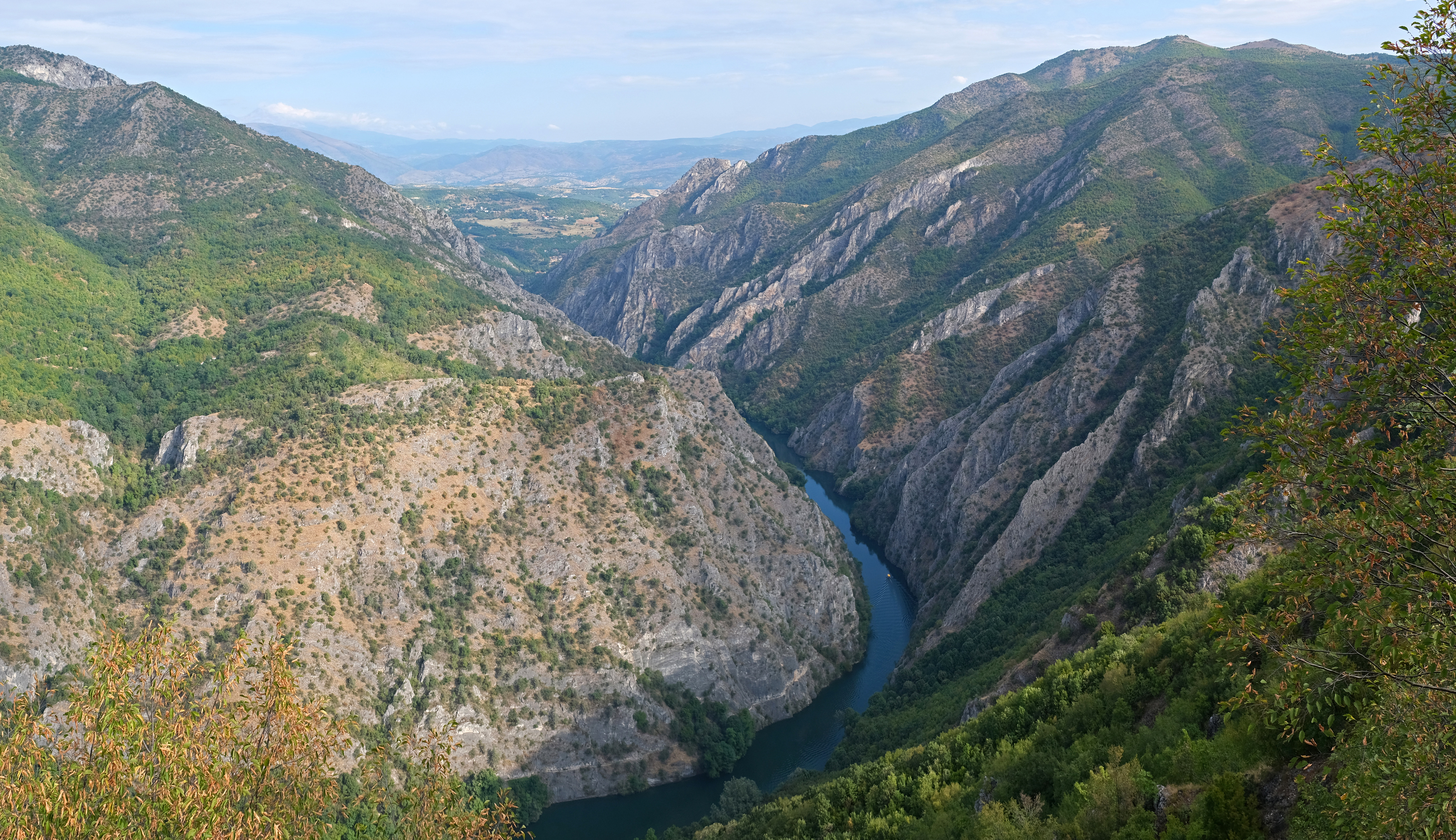
Vedere de sus

Canionul Matka este un canion săpat de râul Treska situat la circa 17 km sud-vest de Skopje, Macedonia. Acesta este una dintre cele mai populare atracții turistice naturale din Macedonia, acoperind o suprafață de 5.000 ha, găzduind mai multe mănăstiri și un baraj hidroelectric. Lacul Matka din interiorul canionului este cel mai vechi lac artificial din țară.

## Geologie
În canionul Matka au fost descoperite zece peșteri, cea mai scurtă având lungimea de 20 m, iar cea mai lungă - 176 m. Pe lângă acestea mai sunt și două puțuri verticale care ajung până la aproximativ 35 m adâncime.

### Peștera Vrelo
Vrelo este o rețea din două peșteri, una deasupra și alta scufundată în apă. Amplasate pe malul drept al râului Treska, au fost incluse în top 77 locuri naturale ale lumii în cadrul proiectului New7Wonders of Nature.
Secțiunea de sus, numită Suva, conține un număr mare de stalactite, inclusiv una de 3 m în segmentul de mijloc al peșterii cunoscută sub denumirea de ”Con de pin”, datorită formei sale. La capătul peșterii sunt două lacuri: cel mai mic are 8 m lungime și o adâncime maximă de 5 m, iar cel mai mare 35 m lungime și o adâncime maximă de 18 m.
Adâncimea exactă a peșterii nu este cunoscută, dar unii presupun că ar fi cea mai adâncă peșteră subacvatică de pe Pământ. Cea mai recentă măsurare a fost efectuată în 2012 și a înregistrat o adâncime de 212 m, sau cu alte cuvinte a cincea cea mai adâncă peșteră din lume, a doua din Europa și cea mai adâncă din Balcani.

## Biologie
În canion se întâlnește o varietate mare de plante și animale, unele dintre ele fiind specifice regiunii. În zonă au fost înregistrate 77 de specii de fluturi endemice în Balcani și 18 specii nou-descoperite de fluturi. În peșteri trăiesc populații mari de lilieci.

## Atracții
Canionul Matka este o destinație populară pentru locuitorii Macedoniei și pentru turiști, în special datorită proximității acestuia față de capitala Skopje. Printre activitățile populare merită de menționat: drumeția, a cărui sezon începe în preajma Paștilor și se încheie în noiembrie, plimbările cu caiacul pe râul Treska, pescuitul, înotul și vânătoarea.

### Mănăstiri

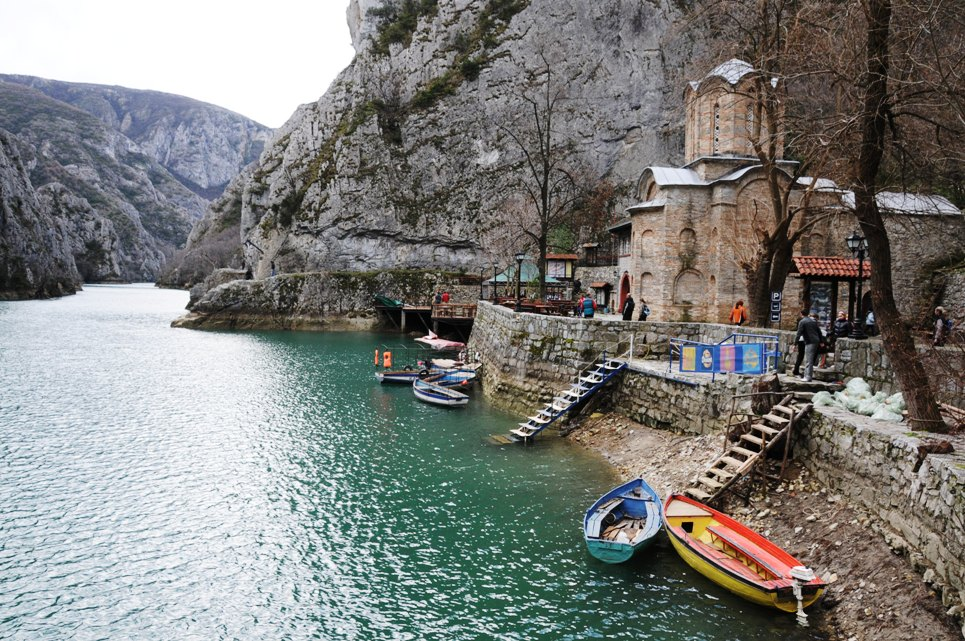
Mănăstirea Sf. Andrei pe malul râului

Câteva biserici și mănăstiri istorice își au locul aici. Mănăstirea Sf. Andrei este situată în cheile râului Treska. A fost construită în 1389 de fiul regelui Vucașin Mrniavcevici, Andrijaš, și conține fresce pictate de Jovan Mitropolitul.
Mănăstirea Matka sau Mănăstirea Măicii Domnului, construită în sec. XIV, este amplasată pe malul stâng al râului. Potrivit unei inscripții de pe biserică, o persoană pe nume Milica a descoperit biserica într-o stare deplorabilă și fără acoperiș în anul 1497. Ea a schimbat acoperișul, a construit un portic, a adăugat fresce noi și a amenajat o podgorie.
Mănăstirea Sf. Nicolae ocupă o stâncă deasupra canionului și mănăstirii Sf. Andrei. Anul construcției bisericii nu este cunoscut, dar prima atestare a ei a fost în perioada otomană, în sec. XVII. Iconostasul a fost pictat în 1645, în timp ce frescele din partea vestică au fost realizate în 1630. Mănăstirea a stat abandonată în sec. XVIII. În 1816 un călugăr a găsit biserica fără acoperiș și încercat să o readucă la viață, dar în 1897 a fost din nou părăsită.

## Galerie

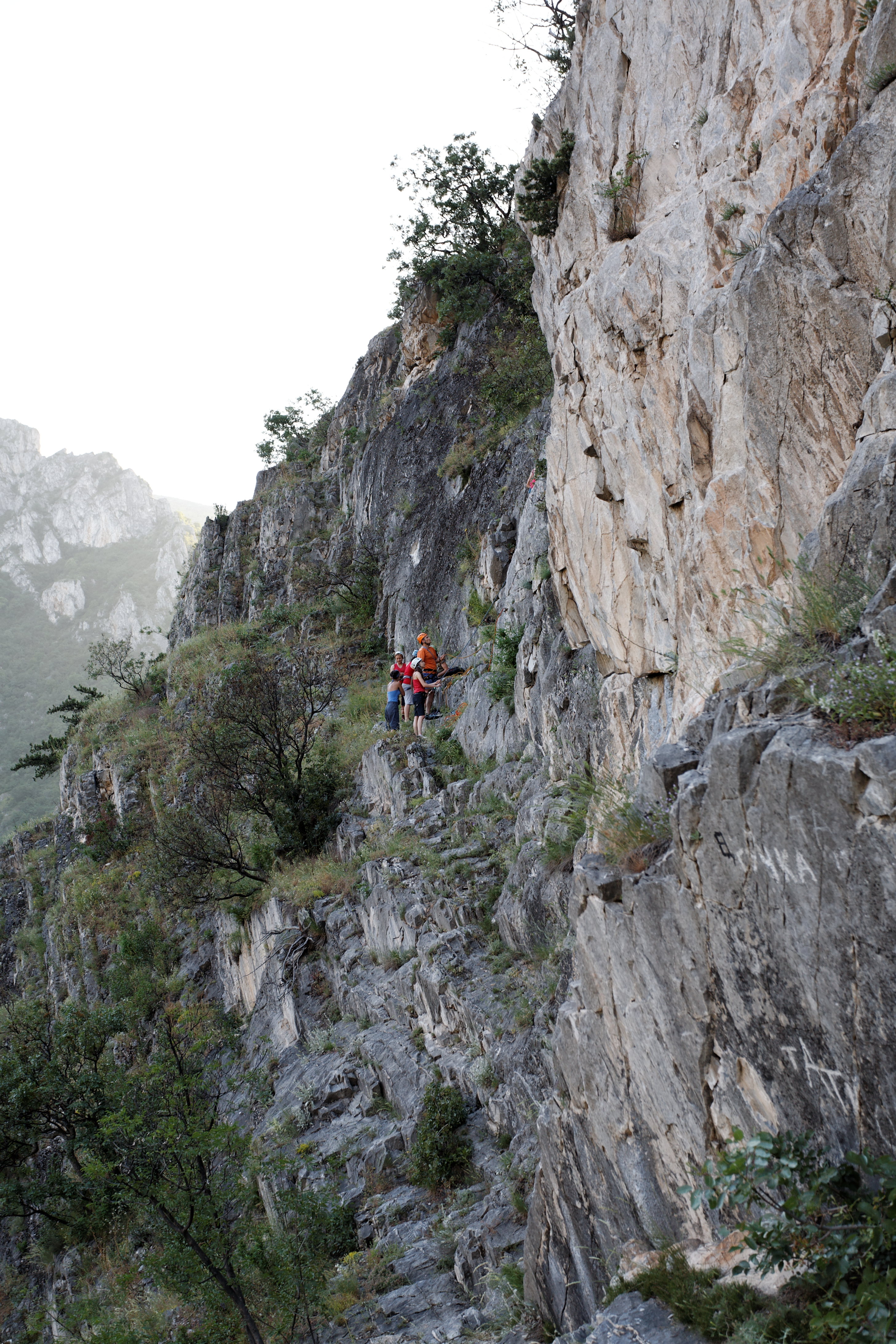
Alpiniști
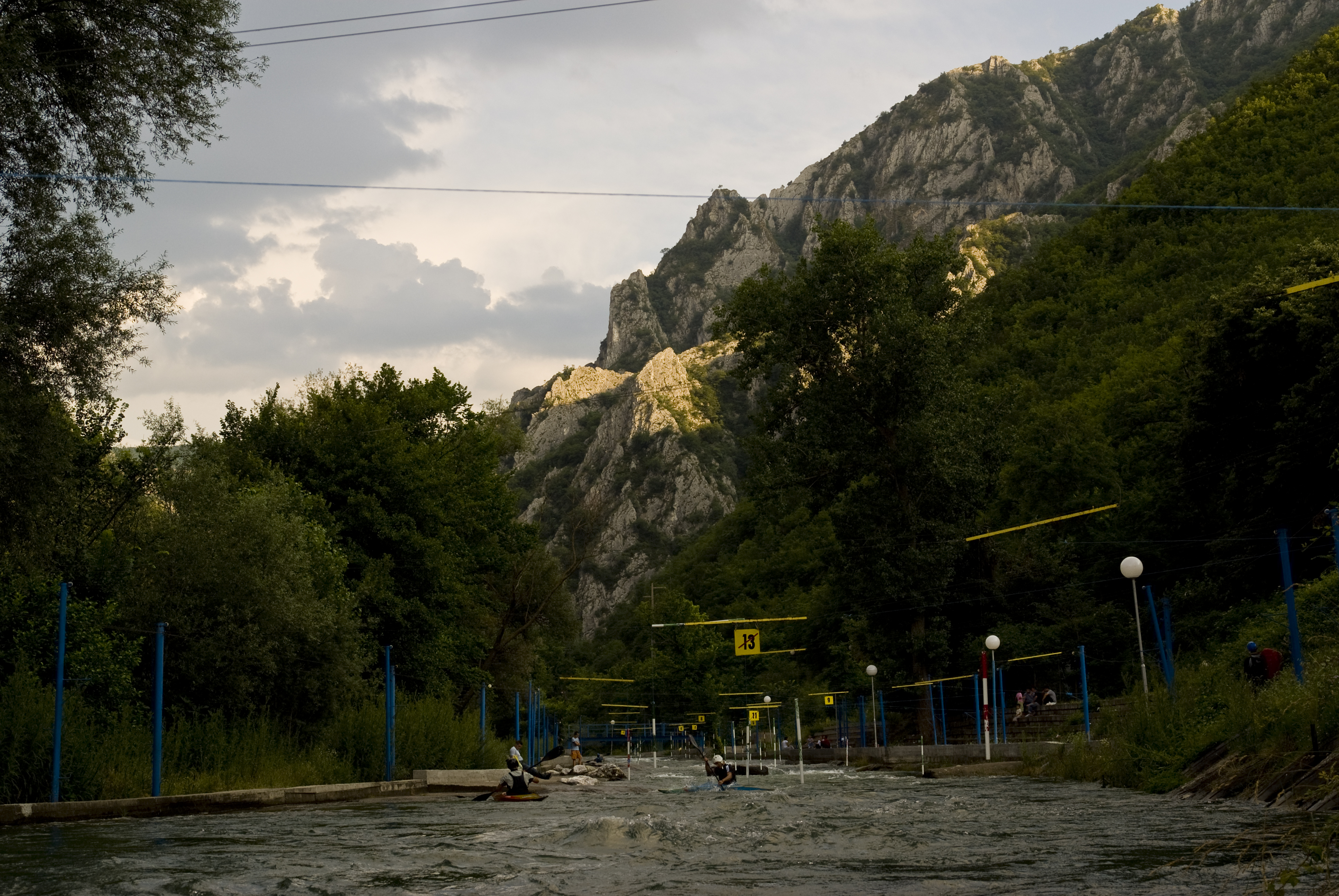
Curse cu caiacul
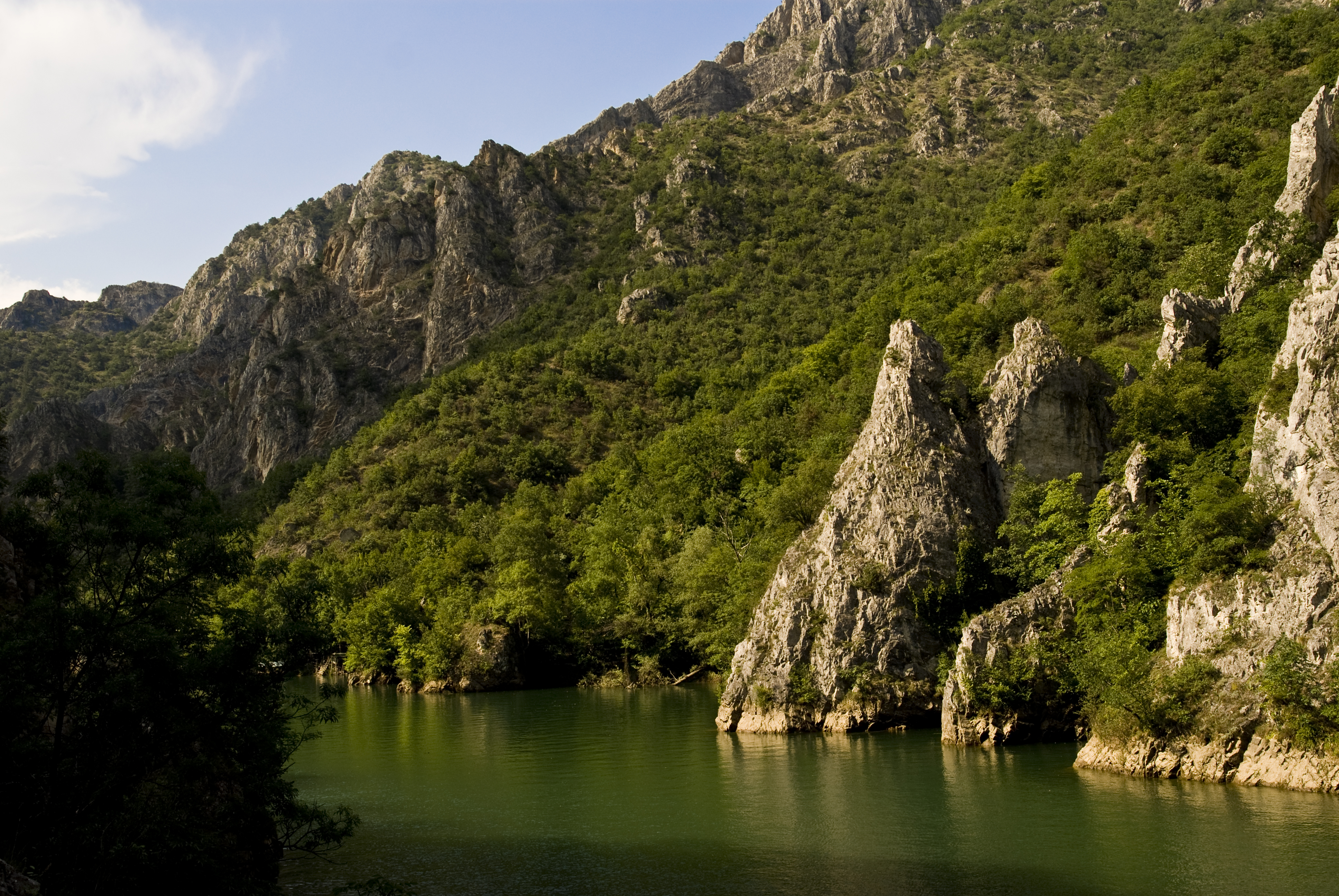
Lacul Matka
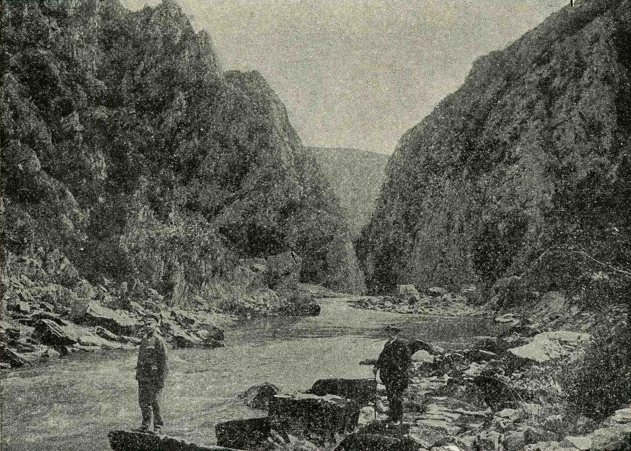
Matka în 1919
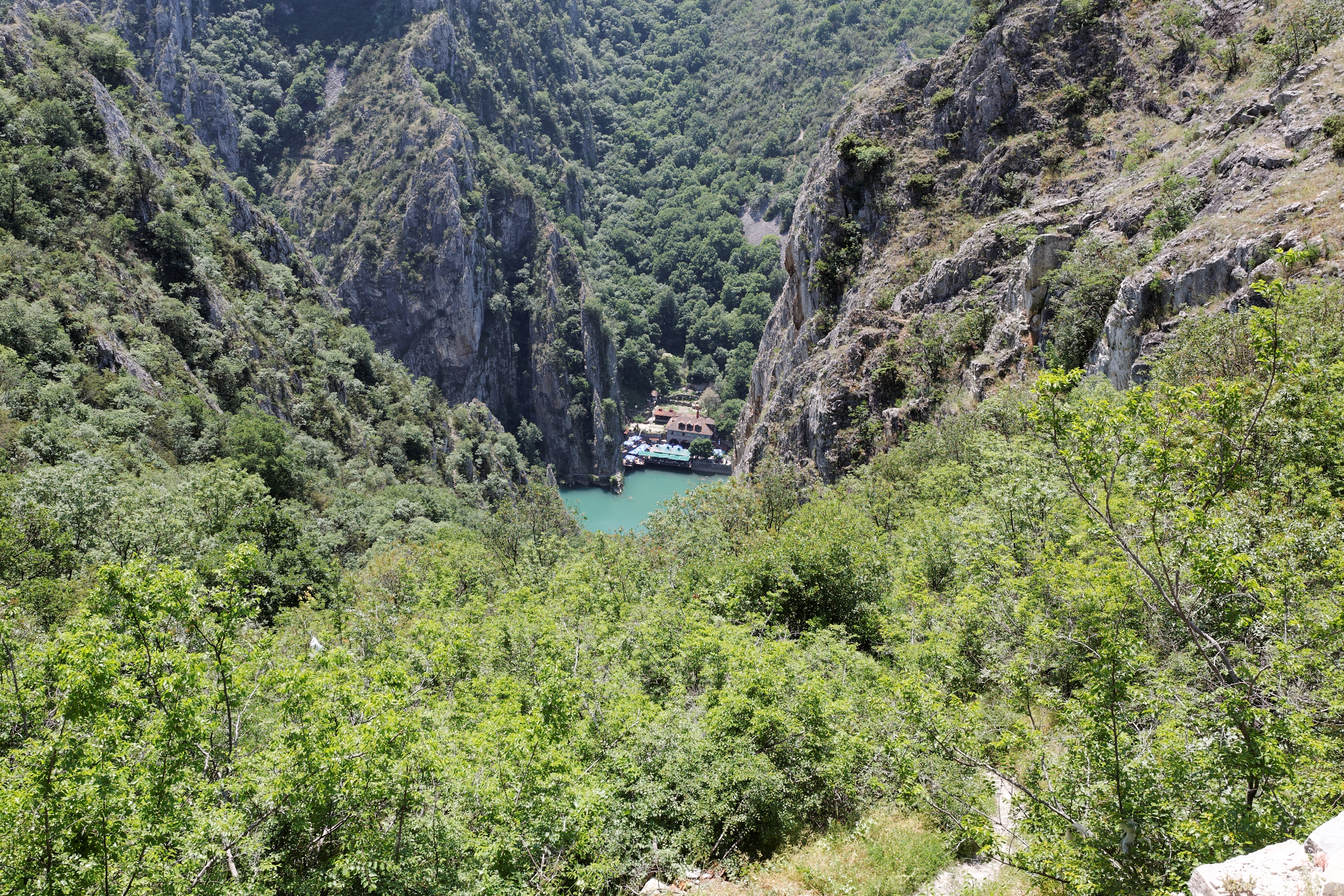
Panoramă a canionului
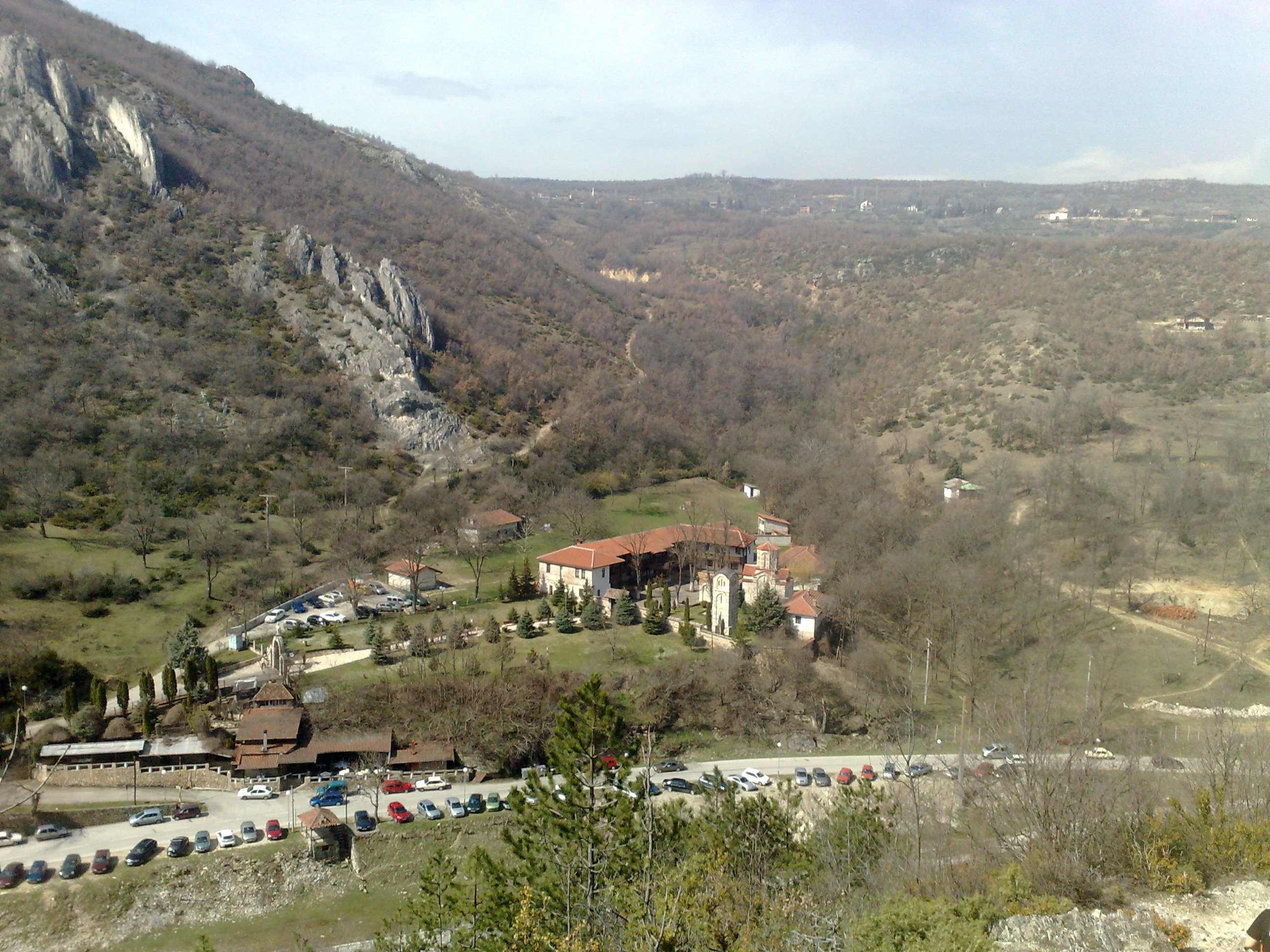
Mănăstirea Matka
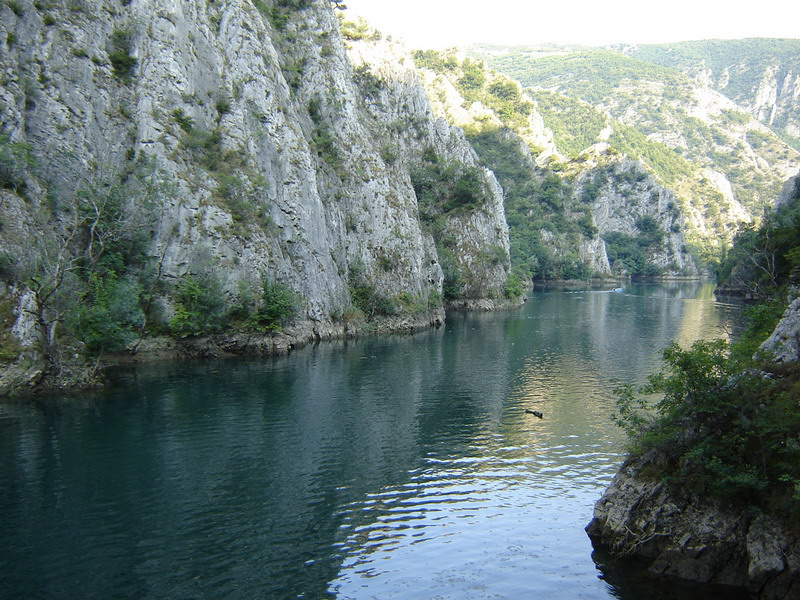
Stâncile cheilor scăldate de apele râului
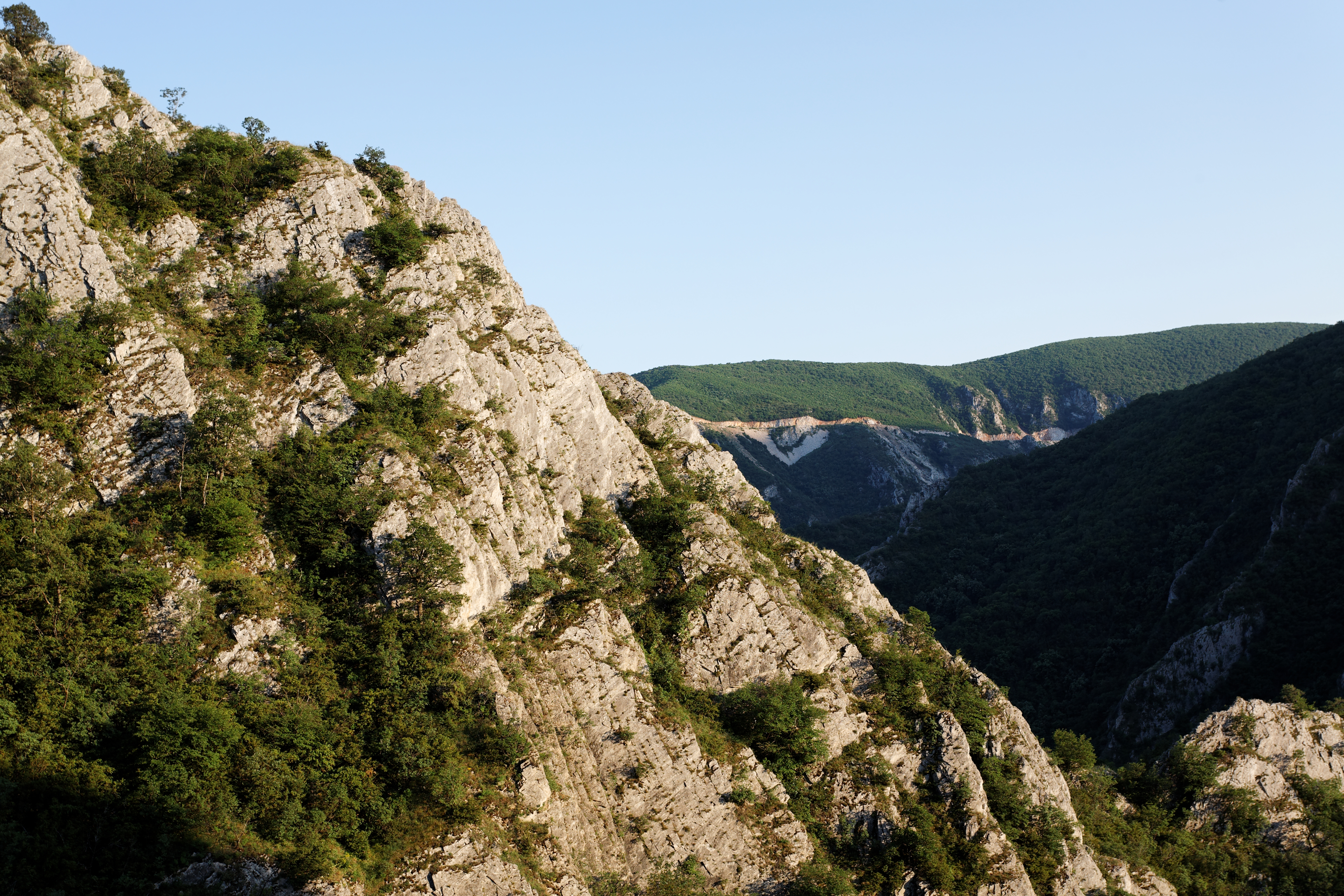
Matka și munții din apropiere
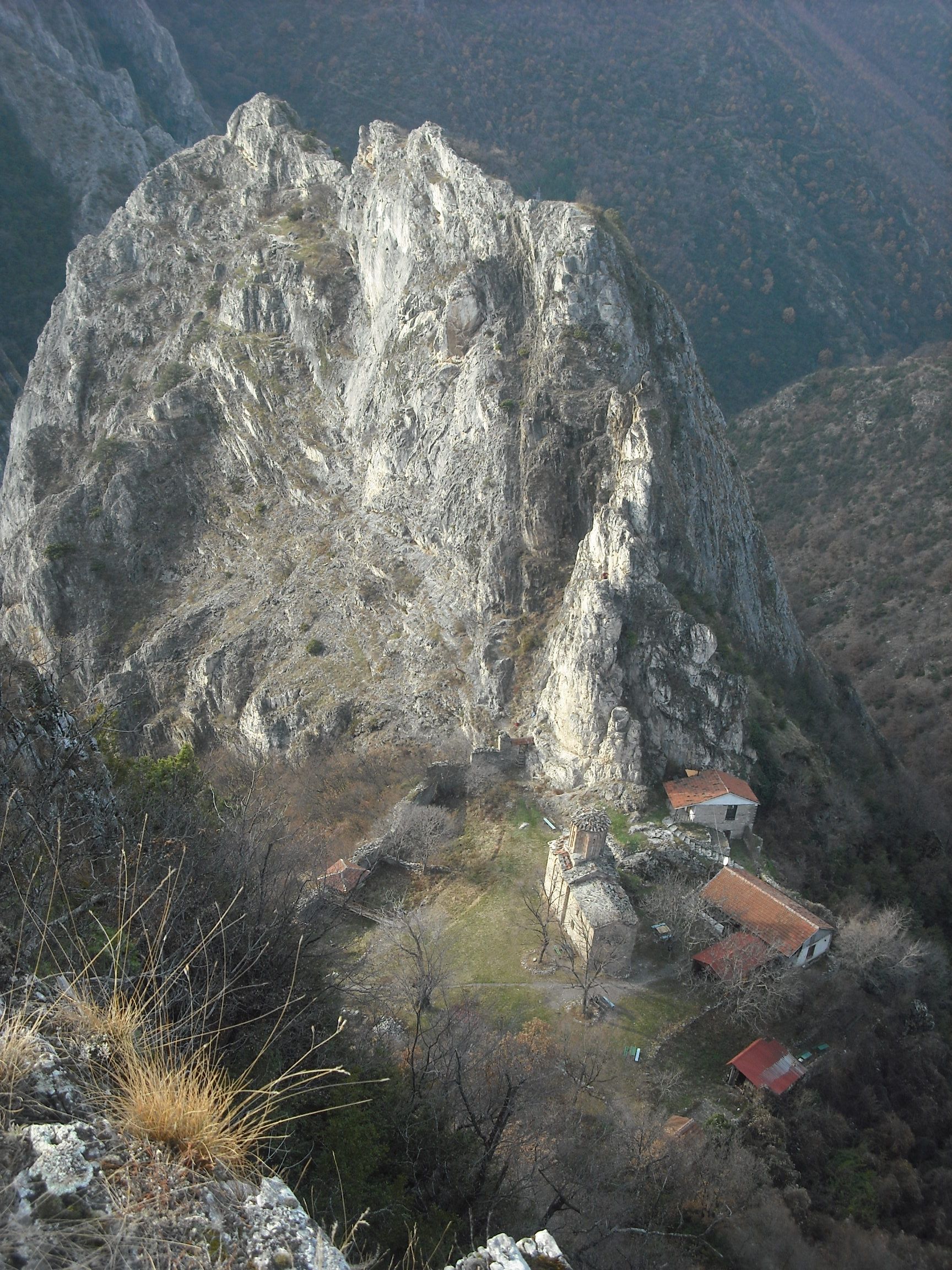
Mănăstirea Sf. Nicolae văzută de sus
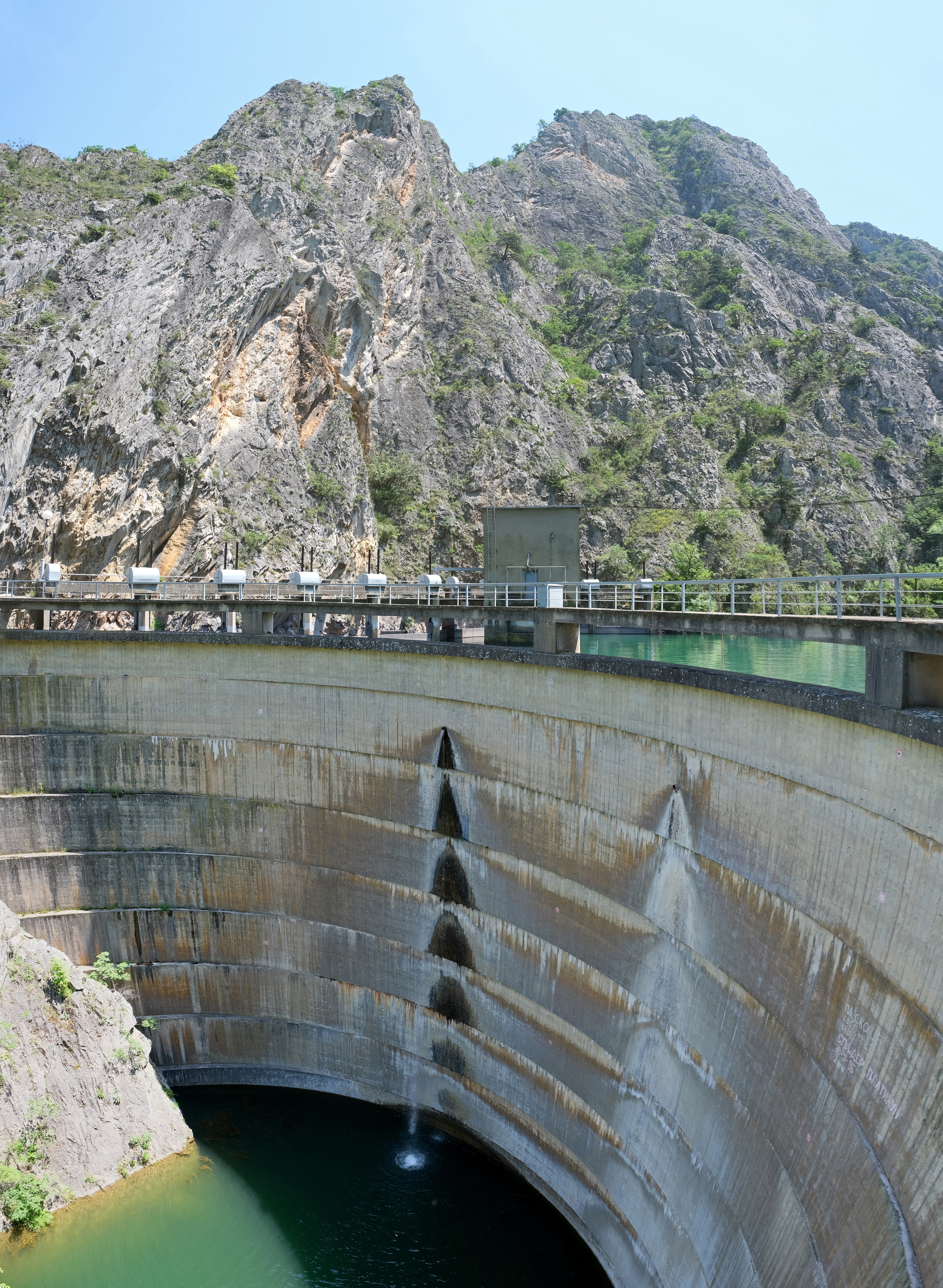
Barajul Matka
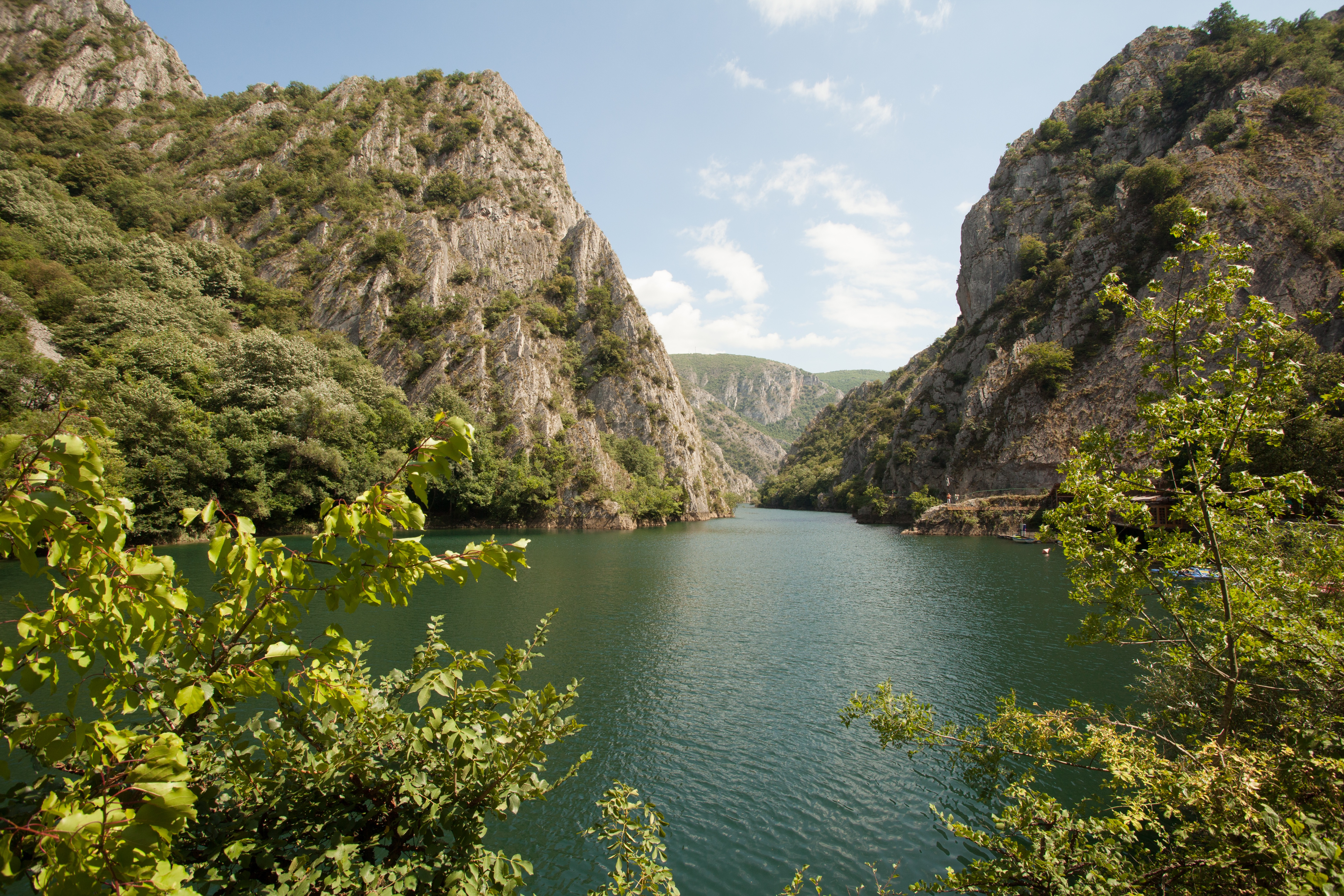
Panoramă a lacului Matka